# Fermina Maristany
Fermina Maristany, cuyo apodo era “La Negra” (Las Flores, Provincia de Buenos Aires, Argentina, 3 de junio de 1897 – Buenos Aires, 31 de julio de 1985) fue una bandoneonista, pianista, violinista, acordeonista, compositora y docente argentina.
No hay unanimidad sobre la fecha de su nacimiento, algunos autores lo ubican en 1897 o 1907, sin embargo, su partida bautismal del 12 de abril de 1898 la fija en el 3 de junio de 1897.
Fue la segunda mujer ejecutante de bandoneón luego de Paquita Bernardo.

## Biografía
Creció en una familia de artistas, principalmente de músicos negros y se inició en la música gracias a su madre, la concertista de piano Fermina Céspedes. 
Luego de pasar por el Conservatorio Santa Cecilia en La Plata, Maristany formó parte de varias orquestas de señoritas de la década del ’20 tocando piano o violín, que se presentaban en cines, teatros, confiterías y bailes, aunque también participó en agrupaciones mixtas.
A pesar de que se desconoce quién fue su profesor de bandoneón, se presume que se habría iniciado en su ejecución en Mendoza.
Su trayectoria como bandoneonista se extiende desde mediados de la década del ’20 hasta comienzos de la década del ’30, cuando dirigió su propia orquesta de señoritas. 
En 1933, participó en la multitudinaria orquesta que tocó en el Teatro Colón en una función homenaje al senador nacional Matías Sánchez Sorondo tras promulgarse la ley que aprobaba el cobro de derechos de autor. Esta agrupación reunió a setenta bandoneones, entre los que también se encontraban Pedro Laurenz, “Minotto” Di Cicco y Antonio Cacace y fue dirigida por Julio de Caro, Francisco Canaro, Roberto Firpo, Augusto Berto y Anselmo Aieta. 
En 1937, Maristany abandonó el bandoneón y se sumó a la orquesta de Canaro para tocar el acordeón a piano. Después, continuó con su carrera como acordeonista y directora de orquesta con la que actuaba en el “Western Bar”, del barrio de Once. Con este mismo instrumento también realizó actuaciones en el Teatro Nacional Cervantes con la Orquesta Sinfónica Femenina de Joaquín Clemente. También tuvo alguna actuación junto a su antecesora Paquita Bernardo, acompañándola en el piano.
Fermina Maristany falleció en Buenos Aires en 1985.

## Perspectivas
En cuanto a su estilo musical, el bandoneonista Gabriel Clausi describió: 
“Técnicamente fue la más evolucionada de las bandoneonistas de su época, incluso superior a muchos de los varones que tuvieron mucha popularidad; fraseaba, sí, pero en forma medida y hacía algunas variaciones. Estaba dentro del estilo guardia vieja (…), pero ya más avanzada”.
Para referirse a la actitud de Maristany, el historiador Oscar Zucchi escribió: 
“Era una mulatita delgada y menuda, bastante motosa, algo hombruna en sus modales. Su costumbre de llevar el pucho del cigarrillo en su comisura labial y el silbar mientras caminaba por las calles de Barracas, escandalizaba a los santurrones de la época”.